# Лашнюков Іван Васильович
Лашнюков Іван Васильович (20 березня 1823, Конотоп — 25 жовтня 1869, Борзна) — український історіограф, професор історії та статистики.

## Біографія
Народився в родині сільського священика. Навчався в Ніжинському юридичному ліцеї кн. Безбородька. Після закінчення Чернігівської духовної семінарії з відзнакою, і як найкращий учень, був рекомендований до Київської духовної академії. Проте вирішив поступити до Медично-хірургічної академії у Санкт-Петербурзі, але не був прийнятий за станом здоров'я.
Поступив на історико-філологічний факультет Київського університету. Серед його викладачів були І. Павлов, І. Вернадський. В університеті він зайнявся дослідженням проблем політичної історії та культури. За студентську роботу «О причинах усобиц между русскими князьями и о влиянии их на современное общество в период времени от Рюрика до Ивана Калиты и до Гедимина» був удостоєний золотої медалі.
Після закінчення університету (1851) І. Лашнюков здобув ступінь кандидата наук і став працювати старшим вчителем словесності у Другій київській гімназії. З 1853 на посаді виконуючого обов'язки професора історії у Ніжинському ліцеї. Після захисту магістерської дисертації за монографією «О международных и общественных отношениях в древнейший период нашей истории, от призвания варяго-руссов до смерти Ярослава» (К., 1856) затверджений професором історії та статистики.
На початку 1860-х був у науковому відряджені за кордоном, де вивчав систему організації навчання у середніх навчальних закладах. Також проявляв інтерес до слов'янофільства. Надрукував статті про західних слов'ян («Сучасне політичне становище західних слов'ян», «Стан історії науки у західних слов'ян — характер журналістики на Заході», «Слов'янська ідея і ЇЇ доля», «Слов'янство і світ майбутнього»).
Поділяв історичні погляди М. І. Костомарова. Співробітничав з «Журналом Министерства народного просвещения», газетами «Киевлянин», «Петербургские Ведомости» та ін.
У 1868 І. Лашнюков був запрошений на посаду доцента кафедри російської історії Київського університету. Він прийняв запрошення, проте тяжка хвороба не дала йому змоги повною мірою розкрити свій талант.

## Основні праці
- Очерки русской истории и историографии. К., 1869;
- Пособие при изучении русской истории критическим методом. К., 1870;
- Владимир Мономах и его время. К., 1873.